# قزل‌سو (شهرستان کمین)
قزل‌سو (به لاتین: Kyzyl-Suu) یک روستا در قرقیزستان است که در شهرستان کمین واقع شده‌است. قزل‌سو ۱٬۴۷۸ نفر جمعیت دارد و ۱٬۲۲۰ متر بالاتر از سطح دریا واقع شده‌است.